# Mohamed Ould Abdel Aziz
Mohamed Ould Abdel Aziz محمد ولد عبد العزيز (Akjoujt, 20 dicembre 1956) è un generale e politico mauritano, Presidente della Mauritania dal 2009 al 2019. È stato Primo ministro (ad interim) dal 6 al 14 agosto 2008.
È stato il leader del colpo di Stato dell'agosto 2008, che ha spodestato il governo democratico del presidente Sidi Mohamed Ould Cheikh Abdallahi, venendo nominato dalla giunta militare Presidente dell'Alto Consiglio di Stato. Nonostante sia stato considerato il leader del colpo di stato, il Consiglio di Stato annunciò il 7 agosto che la Presidenza della Repubblica sarebbe stata esercitata dall'intero Consiglio sotto forma di organo collegiale. Rinunciò all'incarico nel mese di aprile 2009 per candidarsi alle elezioni di luglio di quell'anno, elezioni che vinse ottenendo il 52,58% dei voti. Assunse ufficialmente la carica di presidente il 5 agosto 2009.
Il 9 luglio 2020, Mohamed Abdel Aziz doveva rispondere alla convocazione di una commissione parlamentare d'inchiesta incaricata di scrivere un "rapporto". In seguito, la giustizia mauritana iniziò a ribollire in una corsa contro il tempo per la costruzione dell'Alta corte di giustizia, autorizzata a giudicare il presidente della Repubblica solo in caso di alto tradimento.
Nell'ottobre 2023, il pubblico ministero ha chiesto 20 anni di carcere con la confisca delle proprietà di Mohamed Ould Abdel Aziz.
Il 25 febbraio 2025, il Procuratore generale ha chiesto in appello una condanna a 20 anni di carcere per Mohamed Ould Abdel Aziz, accusato di appropriazione indebita di fondi pubblici e di arricchimento illecito durante il suo mandato.